# Nicolas Le Goff

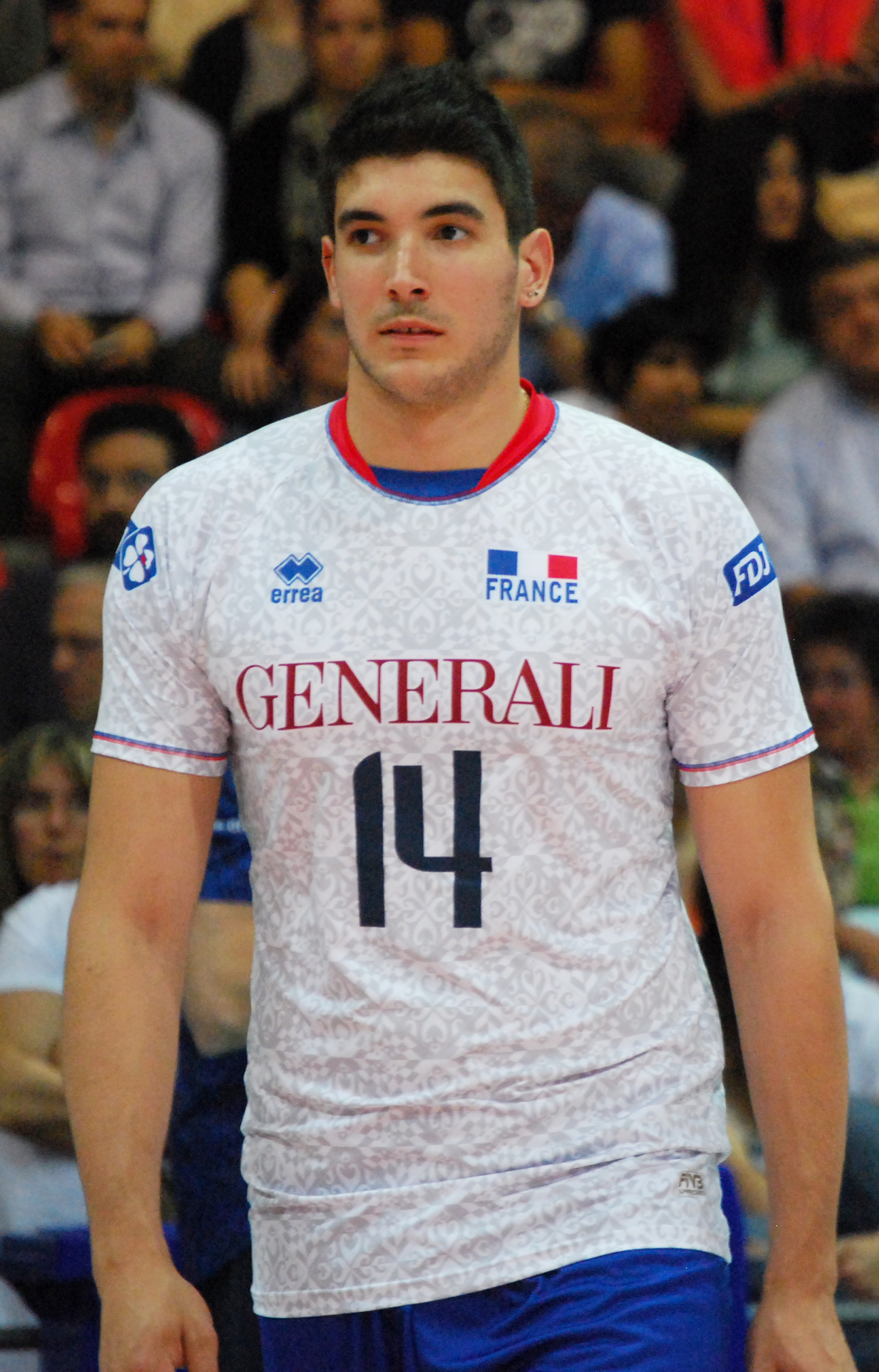
Nicolas Le Goff reprezentantem Francji w 2013 roku

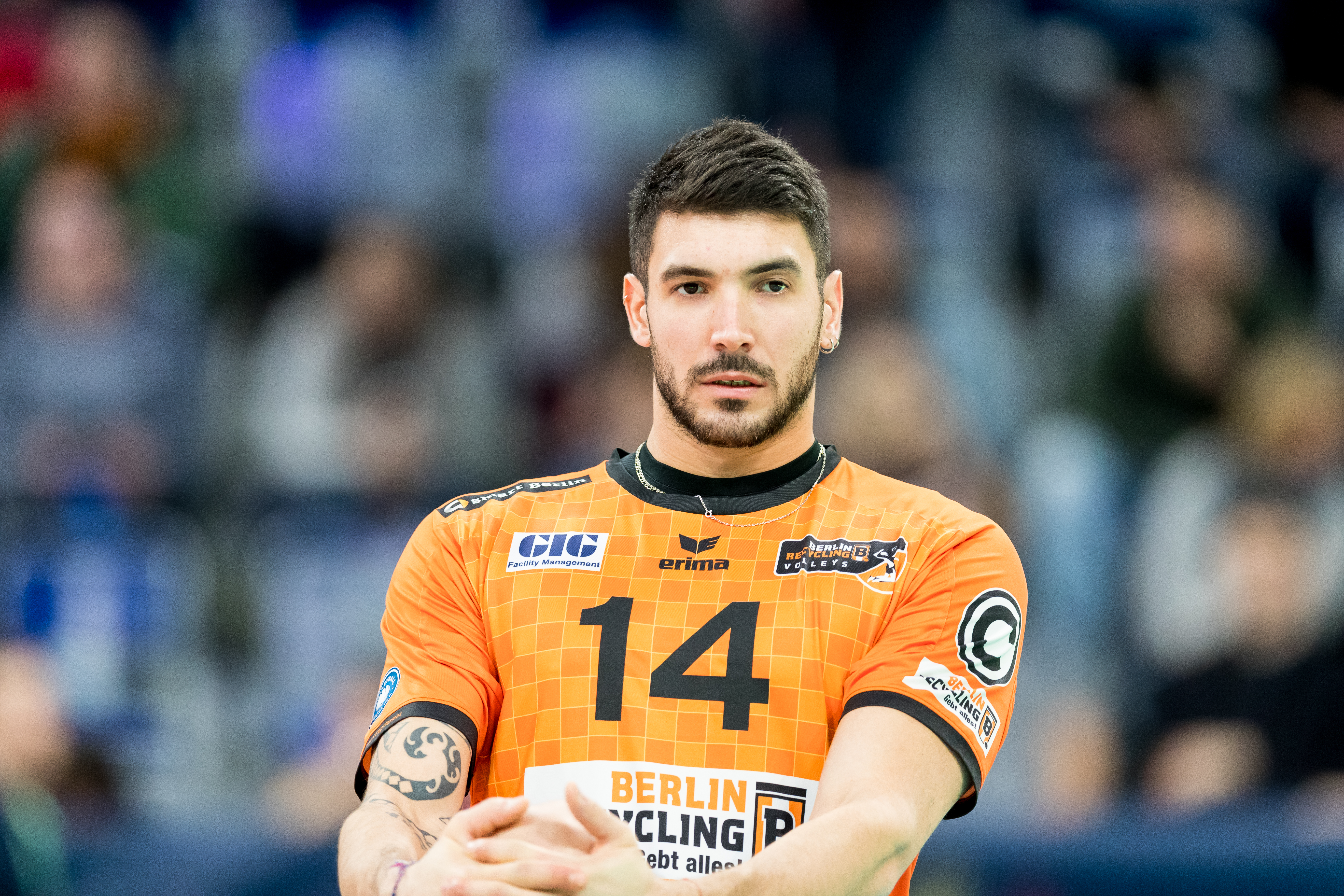
Nicolas Le Goff zawodnikiem Berlina Recycling Volleys w sezonie 2019/2020

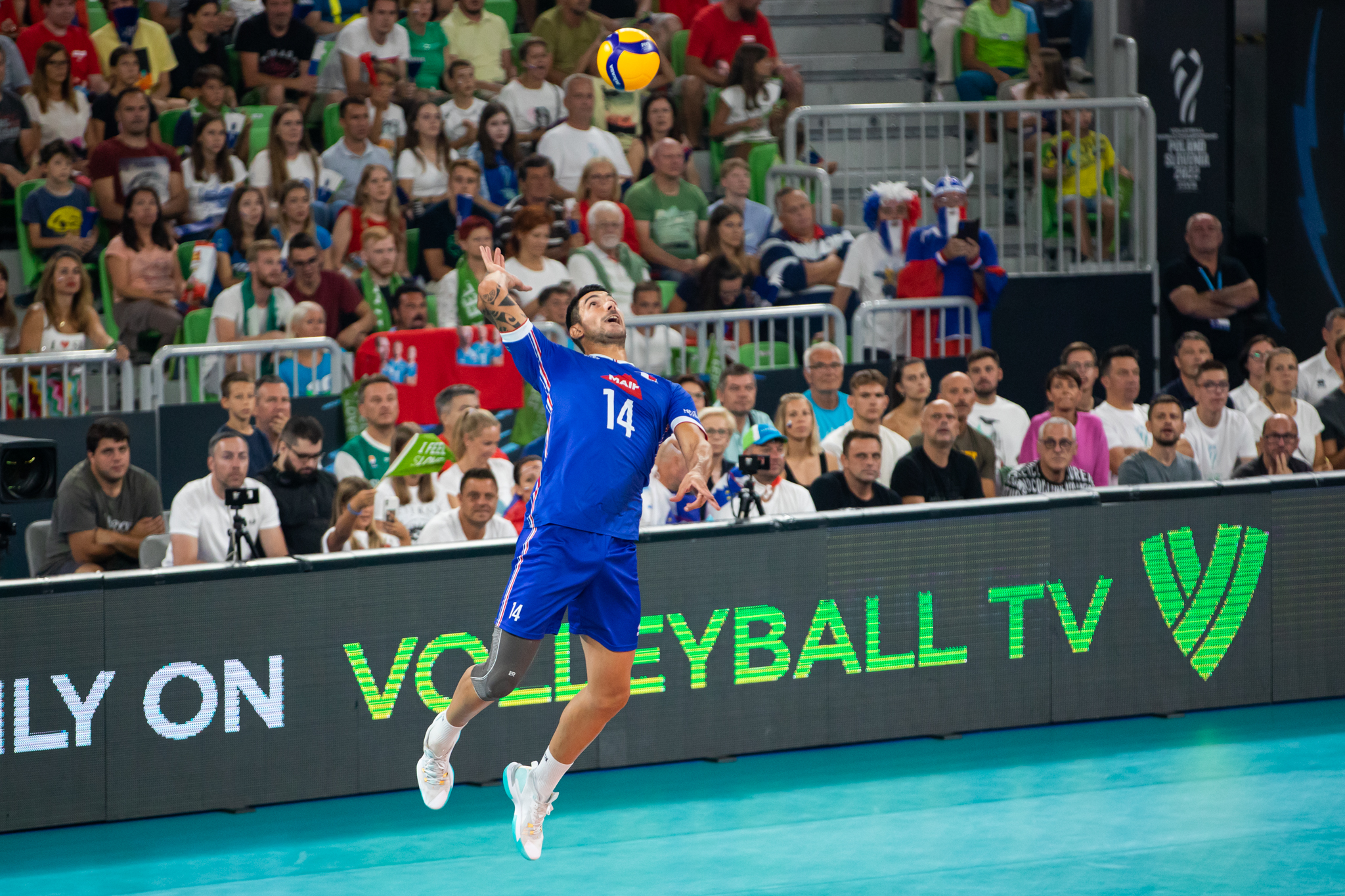
Nicolas Le Goff podczas wykonywania zagrywki w meczu przeciwko reprezentacji Słowenii na Mistrzostwach Świata 2022

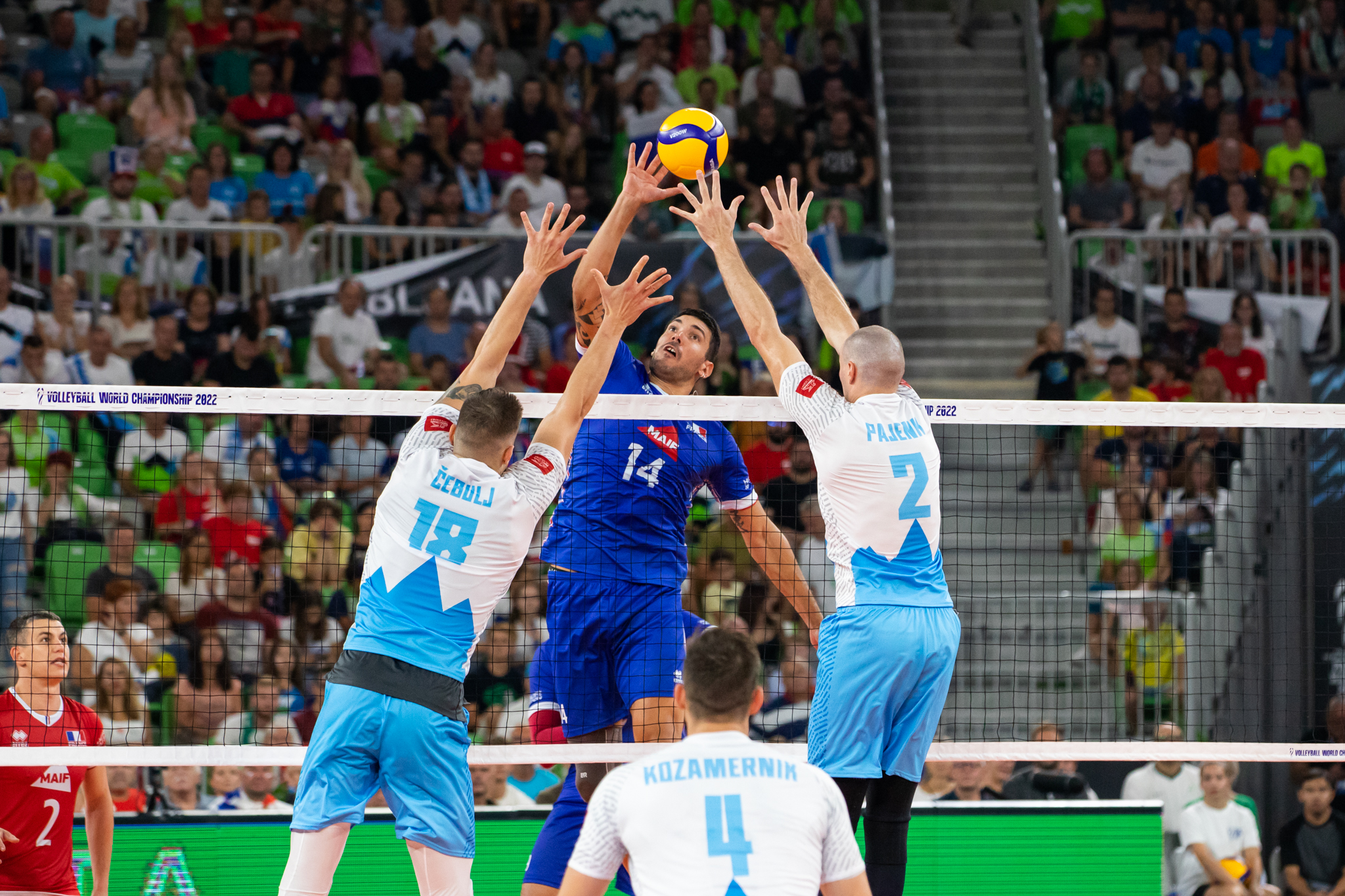
Nicolas Le Goff podczas kiwania piłki nad blokiem zawodników reprezentacji Słowenii na Mistrzostwach Świata 2022

Nicolas Jean-François Emmanuel Le Goff (ur. 15 lutego 1992 w Paryżu) – francuski siatkarz, grający na pozycji środkowego, reprezentant Francji.
Na początku trenował pływanie. Siatkówką zainteresował się w wieku czternastu lat. Pierwszym klubem (jak podaje FFVB) Nicolasa był Sporting Club Nord Parisien. Grał również w barwach Toulon-Six-Fours VB. W 2009 roku dołączył do Centre National de Volley-Ball w Montpellier, w którym spędził dwa sezony.

## Przebieg kariery
| Sezon     | Klub                          |
| --------- | ----------------------------- |
| 2011/2012 | Montpellier UC                |
| 2012/2013 | Montpellier UC                |
| 2013/2014 | Montpellier UC                |
| 2014/2015 | Montpellier UC                |
| 2015/2016 | Berlin Recycling Volleys      |
| 2016/2017 | Büyükşehir Belediyesi Stambuł |
| 2017/2018 | Top Volley Latina             |
| 2018/2019 | Berlin Recycling Volleys      |
| 2019/2020 | Berlin Recycling Volleys      |
| 2020/2021 | Montpellier UC                |
| 2021/2022 | Montpellier UC                |
| 2022/2023 | Montpellier UC                |
| 2023/2024 | Montpellier UC                |
| 2024/2025 | Montpellier UC                |
| 2025/2026 | Montpellier UC                |

## Sukcesy klubowe
Puchar Niemiec:
- 2016, 2020

Puchar CEV:
- 2016

Mistrzostwo Niemiec:
- 2016, 2019

Superpuchar Niemiec:
- 2019

Mistrzostwo Francji:
- 2022[3]

Superpuchar Francji:
- 2022[4], 2024[5]

## Sukcesy reprezentacyjne
Mistrzostwa Europy Kadetów:
- 2009[6]

Liga Światowa:
- 2015, 2017
- 2016

Memoriał Huberta Jerzego Wagnera:
- 2017
- 2015, 2018

Mistrzostwa Europy:
- 2015

Liga Narodów:
- 2022[7]
- 2018
- 2021

Igrzyska Olimpijskie:
- 2020, 2024[8]

## Nagrody indywidualne
- 2016: Najlepszy środkowy Kwalifikacyjnych turnieji interkontynentalnych do Letnich Igrzysk Olimpijskich 2016
- 2020: Najlepszy środkowy Kontynentalnych kwalifikacji do Letnich Igrzysk Olimpijskich 2020
- 2024: Najlepszy środkowy turnieju finałowego Ligi Narodów[9]

## Odznaczenia
- Chevalier Orderu Legii Honorowej – 2021[10]
- Officier Orderu Narodowego Zasługi – 2024[11]